# Escola Moderna

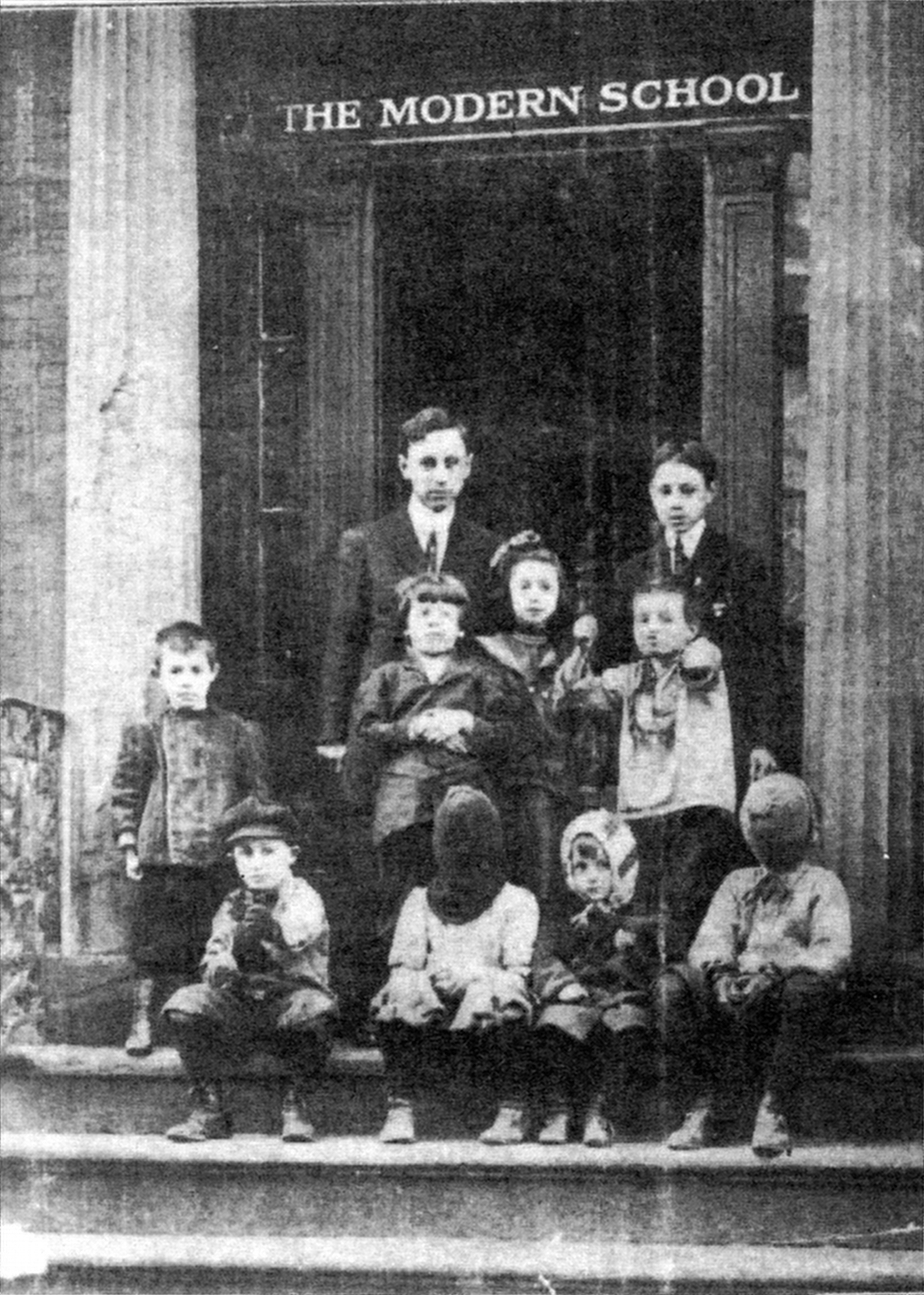
A Escola Moderna na cidade de Nova Iorque em torno de 1911. Will Durant aparece com seus pupilos.

A Escola Moderna foi um movimento pedagógico progressivo de inspiração anarquista, que deu origem à pedagogia libertária que existiu no início do século XX, surgido inicialmente na Catalunha, inspirado pela filosofia de ensino do pedagogo catalão Francesc Ferrer i Guàrdia.

## Fundação
Fundada em 1901 na cidade de Barcelona por um grupo de ativistas anarquistas, pedagogos e apoiadores entre eles Francesc Ferrer e Anselmo Lorenzo, a escola tinha como objetivo "educar a classe trabalhadora num ambiente racional, laico e não coercivo". Apesar disto, a admissão de estudantes vindos das classes médias foi maior do que das classes baixas. A escola era mantida com um caráter privado que naquele tempo era considerado um princípio para ação revolucionária, os seus estudantes eram motivados a tornarem-se articuladores das classes trabalhadoras.
A Escola Moderna de Barcelona foi fechada no ano de 1906. Posteriormente, em 13 de outubro de 1909, Francesc Ferrer i Guàrdia foi executado pelo Estado espanhol, acusado de ter participação na Semana Trágica de Barcelona.

## Internacionalização
A partir da execução de Ferrer e da tradução e divulgação das suas ideias acerca da pedagogia em diversos idiomas, coletivos estabelecidos na Argentina, Brasil, Canadá, Cuba, Estados Unidos, França e Inglaterra fundaram centenas de escolas modernas e publicações de periódicos em seus países. Geralmente de caráter experimental, vinculados a sindicatos e jornais libertários, e encontrando grande oposição por parte das autoridades, estes coletivos foram responsáveis pela formação de milhares de crianças num ensino laico, pacífico, racional e libertário, contrapondo-se à tendência dogmática e violenta do ensino tradicional geralmente vinculado a instituições religiosas.
Entre os docentes e apoiadores que fizeram parte das escolas modernas em diferentes países estavam intelectuais e ativistas, que cada qual à sua forma e a seu tempo, tornaram-se referenciais políticos ou científicos para as gerações posteriores. Entre eles destacam-se Emma Goldman, Will Durant, João Penteado, Adelino de Pinho e Oreste Ristori.

## Princípios
Para dar impulso a este movimento reformador, foi criada em 1906 a Liga Internacional para a Instrução Racional da Infância, cujos princípios estatutários estabeleciam:
1. A educação da infância deve fundamentar-se sobre uma base científica e racional; em consequência, é preciso separar dela toda noção mística ou sobrenatural;
2. A instrução é parte desta educação. A instrução deve compreender também, junto à formação da inteligência, o desenvolvimento do caráter, a cultura da vontade, a preparação de um ser moral e físico bem equilibrado, cujas faculdades estejam associadas e elevadas ao seu máximo de potência;
3. A educação moral, muito menos teoria do que prática, deve resultar principalmente do exemplo e apoiar-se sobre a grande lei natural da solidariedade;
4. É necessário, sobretudo no ensino da primeira infância, que os programas e os métodos estejam adaptados o mais possível à psicologia da criança, o que quase não acontece em parte alguma, nem no ensino público nem no privado.

As Escolas Modernas comumente compreendiam também cursos noturnos para a educação de adultos. Por ser anticlerical e fomentar a solidariedade e a educação livre de autoridade coerciva, os anarquistas foram grandes adeptos deste movimento. Os sindicatos e associações operárias nos quais tinham influência contribuíram ativamente para a fundação de várias Escolas Modernas e cursos para adultos baseados em sua filosofia pedagógica.

## Escolas Modernas no Brasil
- Escola Nova, fundada em 1909 à Av. Celso Garcia, 262, São Paulo[1]
- Escola Moderna N.°1,fundada em 1912, sob direção de João Penteado, localizada à Rua Saldanha Marinho, 58,  São Paulo
- Escola Moderna do Ceará, fundada em 1911, à Rua Major Fecundo, 186, Fortaleza
- Escola Moderna N.°2, fundada em 1912 à Rua Müller, 74, sob direção de Adelino de Pinho São Paulo
- Escola Moderna de Petrópolis, fundada em 1913
- Escola Moderna de Bauru
- Escola Moderna de Porto Alegre, funcionava em 1919 à Rua Ramiro Barcelos, 197
- Escola Racional Francisco Ferrer, fundada em 1919, em Belém do Pará
- Nova Escola, fundada em 1920, no Rio de Janeiro
- Escola Livre, fundada em 1920 pelos Operários em Fábricas de Tecidos de Petrópolis

Outras escolas que empregaram métodos semelhantes aos da Escola Moderna, no Brasil:
- Escola Eliseu Réclus, de Porto Alegre
- Escola da União Operária de Franca, fundada em 1912 por Teófilo Pereira
- Escola noturna da Liga Operária de Sorocaba, fundada em 1912
- Escola Operária 1° de Maio, localizada em Vila Isabel e depois em Olaria, Rio de Janeiro
- Universidade Popular de Cultura Racional e Científica, fundada em 1915, anexa à Escola Nova de São Paulo, e que oferecia cursos preparatórios para professores
- Escola Joaquim Vicente, fundada em 1920, em São Paulo
- Escola Profissional, fundada em 1920 por iniciativa da União em Fábricas de Tecidos, no Rio de Janeiro
- Escolas para Operárias do Centro Feminino Jovens Idealistas (duas), fundadas em 1920 à Rua Borges de Figueiredo, 37, e à Rua Joli, 125
- Escola da Liga da Construção Civil, fundada em 1920, em Niterói
- Grupo Escolar Carlos Dias, "órgão do Sindicato dos Pedreiros, Carpinteiros e Demais Classes dos Trabalhadores em Geral", em Salvador[1]

## Repressão à Educação Libertária

### Brasil
No início dos anos 1920, a fundação do Partido Comunista Brasileiro e a repressão do movimento operário pelo governo de Artur Bernardes atingiu em cheio a base de sustentação das Escolas Modernas, que dependiam primariamente de organizações e militantes anarquistas. Na mesma época (1919), em meio a uma campanha de difamação, as autorizações de funcionamento das Escolas Modernas de São Paulo foram cassadas. Assim a imprensa católica da época (A Gazeta do Povo) descreveu as Escolas Modernas:
todo mundo já sabe que em São Paulo trata-se de fundar uns institutos para a corrupção do operário, nos moldes da Escola Moderna de Barcelona, o ninho de anarquismo de onde saíram os piores bandidos prontos a impôr suas idéias, custasse embora o que custou. Ora, uma tal casa de perversão do povo vai constituir um perigo máximo para São Paulo. E é preciso acrescentar que não somos só nós os católicos que ficaremos expostos à sanha dos irresponsáveis que saíssem da Escola Moderna.
Há, no entanto, vasta informação historiográfica da época confirmando que algumas das escolas modernas e seus educadores continuaram atuando em São Paulo após este período de repressão naquele estado, porém usando nomes como o de Escola Nova, para driblar as autoridades . Além disso, pela cronologia da fundação das escolas modernas no Brasil, acima exposta, nota-se que elas proliferaram em outros estados do Brasil.